# Иън Сомърхолдър
Ѝън Сомърхолдър (на английски: Ian Joseph Somerhalder) е американски актьор, модел и режисьор. Познат е с ролите си на Буун Карлайл в „Изгубени“ и Деймън Салваторe в „Дневниците на вампира“.

## Детство и образование
Иън Сомърхолдър е роден и израснал Ковингтън, Луизиана. Син е на Една, масажистка, и Робърт Сомърхолдър, независим строителен предприемач. Той е вторият от три деца с по-голям брат Робърт и по-малка сестра Робин. Иън учи в училище „Свети Павел“, католическо училище в Ковингтън. Кариерата му на модел е от 10 до 13-годишна възраст, а когато става на 17, решава да стане актьор.

## Личен живот
От септември 2011 г. има връзка с актрисата Нина Добрев, с която си партнира в „Дневниците на вампира“. През май 2013 г. медиите обявяват, че актьорите са се разделили.
В средата на 2014 г. Иън започва връзка с актрисата от сагата „Здрач“ – Ники Рийд. Те потвърждават своя годеж през февруари 2015 г., а на 26 април същата година се женят в Малибу, Калифорния.
На 25 юли 2017 г. им се ражда дъщеря – Боди Солей Рийд. През януари 2023 г. съпрузите съобщават, че очакват второ дете. Ражда им се син.

## Кариера
През лятото на 2010 г. Сомърхолдър участва в сериите „Млади американци“. Той играе ролята на Хамилтън Флеминг. През 2002 г. Иън играе бисексуалния персонаж Пол Дентън в адаптация по романа на Брет Иистън Елис, „Правилата на привличането“.
През 2004 г. Сомърхолдър отбеляза своята пробиваща роля в образа на Буун Карлайл в хитовото ТВ шоу „Изгубени“. Въпреки смъртта на неговия герой в дванайсти епизод на първи сезон, той се завръща в същата роля за седем епизода между 2005 и 2010 г., включително и в последния епизод на сериала. Иън е първият актьор, присъединил се към актьорския състав на сериала и първият актьор, чийто персонаж загива.
През 2009 г. се появява във филма „Турнирът“, където играе ролята на наемен убиец, който участва в смъртоносна конкуренция с други убийци. Сомърхолдър се появява в книгата „About Face“ на фотографа Джон Русо.
През юни 2009 г. Иън играе в ролята на вампира Деймън Салваторе в ТВ сериала „Дневниците на вампира“. Премиерата на сериала е отчетена с най-високия рейтинг измежду всички сериали на телевизия CW. Сериите продължават да бъдат най-високо оценените в канала, заедно с играта на Сомърхолдър, а шоуто получава положителни отзиви. Сомърхолдър получава няколко награди Teen Choice и „Изборът на публиката“.
През 2012 г. участва във филма „Времето е кратко“, който се снима в Лос Анджелис.

## Фондации и каузи
Иън участва в почистването след нефтения разлив от експлодиралата сонда Deepwater Horizon на 22 април 2010 г. Неговите действия включват почистване на омаслени в дивата природа места. Той също подкрепя обществото „St. Tammany Humane“, организация за подслон и хуманно отношение към животните. На 13 ноември 2010 г. той е домакин на мероприятието „Bash on the Bayou“ за благотворително набиране на средства за общността. По време на събитието Сомърхолдър е представен с дарение от $11 100 от феновете на „Дневниците на вампира“ за проекта за рождения му ден.
Заедно с колегите си от сериала „Дневниците на вампира“ Кандис Акола и Майкъл Тревино, Иън подкрепя проекта „It Gets Better“, чиято цел е да се предотвратят самоубийствата сред хомосексуалните младежи.
Сомърхолдър съобщава чрез Twitter и различни интервюта, че е създал фондация „Ian Somerhalder“ (стартира на 8 декември 2010 г., на 32-рия рожден ден на актьора), чиято цел е да образова хората за важността на опазването на околната среда. „Вместо подаръци, тази година моят рожден ден е с желание да се съберат средства за подпомагане на проекти, които защитават нашето местообитание и подхранват нашите космати приятели.“ Иън се противопоставя на ГМО храните и подкрепя екологичния активист Алън Сейвъри в неговия поход за природосъобразна паша на крави, с цел обогатяване на почвата и биоразнообразието. През 2011 г. Сомърхолдър посещава Сейвъри в Африка и обявява, че ще направи документален филм с цел да му спечели Нобелова награда.
Съмърхолдър също е една от знаменитостите, поддържащи базираната в Лос Анджелис медийна компания RYOT, известна с RYOT.org, която е онлайн източник на новини.

## Филмография

### Филми
| Година | Заглавие                         | Роля           |
| ------ | -------------------------------- | -------------- |
| 1998   | Celebrity                        | непотвърдена   |
| 2001   | Life as a House                  | Джош           |
| 2002   | Changing Hearts                  | Джейсън Кели   |
| 2002   | The Rules of Attraction          | Пол Дентън     |
| 2004   | In Enemy Hands                   | Дани Милър     |
| 2004   | The Old Man and the Studio       | Мат            |
| 2006   | National Lampoon's TV: The Movie | непотвърдена   |
| 2006   | Pulse                            | Декстър        |
| 2006   | The Sensation of Sight           | скитник        |
| 2008   | The Lost Samaritan               | Уилям Арчър    |
| 2009   | Wake                             | Тайлър         |
| 2009   | The Tournament                   | Майлс Слейд    |
| 2010   | How to Make Love to a Woman      | Даниел Мелтцър |
| 2013   | Caught On Tape                   | офицер Луис    |
| 2013   | Time Framed                      | агент Блек     |
| 2014   | The Anomaly                      | Харкин Ленгъм  |

### Телевизия
| Година           | Заглавие                          | Роля             |
| ---------------- | --------------------------------- | ---------------- |
| 1997             | The Big Easy                      | Ай.Кю.           |
| 1999             | Now and Again                     | Браян            |
| 2000             | Young Americans                   | Хамилтън Флеминг |
| 2001             | Anatomy of a Hate Crime           | Ръсел Хендерсън  |
| 2002             | CSI: Crime Scene Investigation    | Тони Дел Нагро   |
| 2002             | Law & Order: Special Victims Unit | Чарли Бейкър     |
| 2003             | CSI: Miami                        | Рики Мърдоч      |
| 2004             | Fearless                          | Джордан Грейси   |
| 2004             | Smallville                        | Адам Найт        |
| 2007             | Marco Polo                        | Марко Поло       |
| 2007             | Tell Me You Love Me               | Ник              |
| 2008             | Lost City Raiders                 | Джак Кубиак      |
| 2009             | Fireball                          | Лий Купър        |
| 2004, 2007, 2010 | Lost                              | Буун Карлайл     |
| 2009 – 2017      | The Vampire Diaries               | Деймън Салваторе |
| 2014             | Years of Living Dangerously       | себе си          |

### Като режисьор
| Година | Заглавие            | Бележки                       |
| ------ | ------------------- | ----------------------------- |
| 2015   | The Vampire Diaries | Епизод: „The Downward Spiral“ |